# Bactriola vittulata
Bactriola vittulata är en skalbaggsart som beskrevs av Bates 1885. Bactriola vittulata ingår i släktet Bactriola och familjen långhorningar.
Artens utbredningsområde är:
- Panama.
- Venezuela.

Inga underarter finns listade.